# Sjeverno more
Sjeverno more europsko je epikontinentalno more koje se nalazi između Velike Britanije, Norveške, Danske, Njemačke, Nizozemske, Belgije i Francuske. S Atlantskim oceanom povezano je preko kanala La Manche na jugu i Norveškoga mora na sjeveru. Sjeverno more široko je oko 970 km, a njegova je površina oko 570 000 kvadratnih kilometara.
Tim morem prolaze ključni sjevernoeuropski pomorski putovi i bogato je ribolovno područje. Obala Sjevernoga mora popularno je turističko odredište za stanovništvo obalnih država. Ono je bogat izvor energetskih resursa poput prirodnoga plina i nafte, ali i obnovljivih izvora energije poput energije vjetra i valova.
Sjeverno more bilo je važno poprište vojnih i geopolitičkih sukoba, posebice među zemljama Sjeverne Europe, od srednjeg vijeka do modernoga doba. Još od srednjeg vijeka more je imalo i globalni značaj zbog moći koju su sjeverni Europljani projicirali diljem svijeta. Sjeverno more bilo je poprište uspona Vikinga. Hanza, Nizozemska Republika i Britanci nastojali su zavladati Sjevernim morem i pristupiti svjetskim tržištima i resursima. Kao jedini njemački izlaz na ocean, Sjeverno more imalo je strateški značaj tijekom oba svjetska rata.
Obala Sjevernoga mora ima raznolike geološke i geografske karakteristike. Sjeverne obale obilježavaju duboki fjordovi i strme litice koje čine veći dio norveške i škotske obale, a na jugu obalu čine uglavnom pješčane plaže, ušća dugih rijeka i široke blatne ravnice. Zbog guste naseljenosti, teške industrijalizacije i intenzivne eksploatacije mora, podmorja i obalnih područja, pojavili su se različiti ekološki problemi koji utječu na morske ekosustave, poput prekomjernog izlova ribe, otjecanja industrijskih i poljoprivrednih otpadnih voda, jaružanja i odlaganja otpada. Pokrenuti su brojni ekološki projekti u nastojanju sprječavanja degradacije okoliša i očuvaju dugoročne ekonomske koristi.

## Naziv
Sjeverno je more kroz povijest bilo poznato pod različitim nazivima. Jedno od najranijih zabilježenih imena bilo je Septentrionalis Oceanus, ili „Sjeverni ocean”, koje je naveo Plinije Stariji. Naziv „Sjeverno more” vjerojatno se uvriježio u drugim jezicima preko nizozemskog Noordzee u suprotnosti sa Zuiderzee („Južno more”), koje je obuhvaćalo more južno od Frizije. Razlog je i taj što je more općenito sjeverno od Nizozemske. Prije usvajanja naziva „Sjeverno more”, na engleskom su se koristili nazivi „Njemačko more” ili „Njemački ocean”, a na latinskome je more nazivalo Mare Germanicum i Oceanus Germanicus. Na engleskome se naziv „Njemačko more” zadržao u uporabi sve do Prvog svjetskog rata. Drugi uobičajeni naziv koji se dugo koristo bio je latinski izraz Mare Frisicum. Moderni nazivi mora na drugim lokalnim jezicima su: danski Vesterhavet („Zapadno more”) ili Nordsøen, nizozemski Noordzee, francuski Mer du Nord, zapadnofrizijski Noardsee, njemački Nordsee, donjenjemački Noordsee, sjevernofrizijski Weestsiie („Zapadno more”), švedski Nordsjön, norveški Nordsjøen, engleski i škotski North Sea i škotski gaelski An Cuan a Tuath.
- Suvremena kopija zemljovida iz 1482. Sjeverno more je označeno kao Oceanus Germanicus.
- Zemljovid iz 1715. Edmonda Halleyja koji prikazuje kretanje pomrčine sunca iznad „Njemačkoga mora” (The German Sea).

## Povijest

### Rana povijest
Sjeverno more je mnogim narodima omogućilo pristup plovnim putovima za trgovinu i osvajanja zbog svoje duge obale i velikih europskih rijeka u nj utječu. Malo je pisanih dokaza o Sjevernome moru prije rimskog osvajanja Britanije 43. godine, međutim mnogi arheološki dokazi otkrivaju širenje kultura i tehnologija duž Sjevernog mora do Britanskih otoka i Skandinavije i oslanjanje nekih prapovijesnih kultura na ribolov, kitolov i pomorska trgovinu. Rimljani su osnovali organizirane luke u Britaniji, što je povećalo obujam trgovine morem, a mnoga su skandinavska plemena napadala i ratovala protiv Rimljana. Rimski novac i proizvodi bili su važna trgovačka roba. Kada su Rimljani napustili Britaniju 410. godine, germanski Angli, Frizijci, Sasi i Juti pokrenuli su masovnu migraciju preko Sjevernog mora tijekom razdoblja seobe naroda. Započeli su nekoliko uzastopnih osvajanja na otok iz današnje Nizozemske, Danske i Njemačke.
Vikinško doba počelo je 793. godine napadom na samostan Lindisfarne. Sljedećih četvrt tisućljeća, Vikinzi su vladali Sjevernim morem. U svojim brzim brodovima pljačkali su, trgovali i osnivali kolonije i predstraže duž obala Sjevernoga mora. Od srednjeg vijeka do 15. stoljeća sjevernoeuropske luke izvozile su prema Skandinavskom poluotoku i Baltiku, boje, lan, sol, metalne predmete i vino. Skandinavska i baltička područja izvozila su žitarice, ribu i drvo. Zemlje Sjevernoga mora uvozile su visokokvalitetne tkanine, začine i voće iz sredozemne regije. Trgovina se tijekom ovog doba uglavnom odvijala pomorskim putem zbog nerazvijene mreže prometnica i čestog razbojništva.
Iako sa središtem na Baltičkome moru u 13. stoljeću je Hanza uspostavila kontrolu nad većinom trgovine na Sjevernom moru preko svojih baza i predstraža. Hanza je postupno izgubila svoju dominaciju u 16. stoljeću, kada su susjedne države preuzele kontrolu nad bivšim hanzeatskim gradovima i predstražama. Njihov unutarnji sukob onemogućio je učinkovitu suradnju i obranu. Nakon Hanzinog gubitka kontrole nad svojim pomorskim gradovima, pojavili su se novi trgovački putovi koji su opskrbljivali Europu azijskom, američkom i afričkom robom.

### Doba jedrenjaka
Nizozemsko zlatno doba 17. stoljeća doživjelo je vrhunac tijekom nizozemske pomorske moći. Važne prekomorske kolonije, ogromna trgovačka mornarica, velika ribarska flota, moćna ratna mornarica i sofisticirana financijska tržišta učinili su Nizozemce dominantnom silom na Sjevernome moru, što ih je dovelo u sukob sa sve ambicioznijom Engleskom. Ovo suparništvo dovelo je do prva tri anglo-nizozemska rata između 1652. i 1673., koji su završili nizozemskim pobjedama. Nakon Slavne revolucije 1688. nizozemski princ William zasjeo je na englesko prijestolje. Uz jedinstveno vodstvo, trgovačka, vojna i politička moć počela se seliti iz Amsterdama u London. Britanci nisu uspjeli uspostaviti dominaciju u Sjevernom moru sve do 20. stoljeća.

### Moderno doba
Napetosti u Sjevernome moru ponovno su pojačane 1904. godine incidentom u Dogger Banku. Tijekom rusko-japanskog rata, nekoliko brodova ruske baltičke flote, koja je bila na putu prema Dalekom istoku zamijenilo je britanske ribarske brodove za japanske brodove i pucalo na njih, a potom i jedno na drugo u blizini Dogger Banka gotovo uzrokujući Britanija uđe u rat na strani Japana.
Tijekom Prvog svjetskog rata, Velika flota Velike Britanije i njemačke Kaiserliche Marine sukobile su se u Sjevernom moru, koje je postalo glavno ratište za površinsko pomorsko ratovanje. Veća britanska flota i postavljanje mina u Sjevernome moru uspjeli su uspostaviti učinkovitu pomorsku blokadu tijekom većeg dijela rata, što je Centralnim silama ograničilo pristup mnogim ključnim resursima. Glavne su bitke toga doba bile Bitka kod Helgolandskog zaljeva, Bitka kod Dogger Banka i Bitku kod Jutlanda. U Prvom svjetskom ratu po prvi se put učinkovito i rašireno koristilo podmorničko ratovanje, a niz podmorničkih napada dogodio se upravo u Sjevernome moru.
Sjeverno more je također bilo poprištem sukoba u Drugom svjetskom ratu, premda je bilo ograničeno na izviđanje zrakoplova i misije lovačkih/bombarderskih zrakoplova, podmornica i manjih plovila kao što su minolovci i torpedni čamci. Sa završetkom rata, stotine tisuća tona kemijskog oružja zbrinuto je bacanjem u Sjeverno more.
Nakon Drugog svjetskog rata, Sjeverno more je izgubilo velik dio svoje vojne važnosti jer graniči samo s državama članicama NATO-a. Međutim, dobio je značajnu gospodarsku važnost 1960-ih kada su države oko Sjevernog mora započele s masovnim eksploatiranjem podmorskih izvora nafte i plina. Sjeverno more i dalje ostaje aktivan trgovački put.

## Geografija
Sjeverno more omeđeno je na zapadu Orkneyskim otocima i istočnom obalom Velike Britanije, na jugu središnjim dijelom europskoga kopna, točnije obalama Njemačke, Nizozemske, Belgije i Francuske, a na istoku i sjeveroistoku oblama Danske i Norveške. Na jugozapadu, iza Doverskoga tjesnaca, Sjeverno more mijenja naziv u Engleski kanal koji se dalje povezuje s Atlantskim oceanom. Na istoku se povezuje s Baltičkim morem preko tjesnaca Skagerrak i Kattegat, koji odvajaju Dansku od Norveške i Švedske. Na sjeveru graniči sa Shetlandskim otocima i povezuje se s Norveškim morem, koje je rubno more u Arktičkome oceanu.
Sjeverno more je 970 km dugačko i 580 km široko, površina mu je oko 750 000 km2, a obujam 54 000 km3. Uz rub Sjevernoga mora smješteni su geografski bitni otoci i otočja, poput Shetlanda, Orkneya i Frizijskoga otočja. More prima slatku vodu iz niza europskih kontinentalnih slivova i iz slivova Britanskoga otočja. Veliki dio europskih slivova ulijeva se u Sjeverno more, u što se može pribrojiti i voda iz Baltičkoga mora koja je vrlo niske slanosti. Najveće i najvažnije rijeke koje se ulijevaju u Sjeverno more jesu Elba i Rajna – Meuse. Uz slivove rijeka koje se ulijevaju u Sjeverno more živi oko 185 milijuna ljudi, a neka od tih područja su visoko industrijalizirana.

### Obilježja
More najvećim dijelom leži na europskome epikontinentalnom pojasu s prosječnom dubinom od 90 metara. Jedina iznimka je Norveški jarak, koji se proteže paralelno s norveškom obalom od Osla do područja sjeverno od Bergena. Jarak je širok između 20 i 30 kilometara, a najveća mu je dubina 725 metara.
Dogger Bank je golema morena ili nakupina rasutih ledenjačkih krhotina stijenja u središnjem dijelu Sjevernoga mora. Uzdiže se do 15 – 30 m ispod površine što ga čini oko 20 metara plićim od okolnoga mora. Ova značajka stvorila je najbolje mjesto za ribolov u Sjevernome moru. Drugo značajno područje ravnog morskog dna nalazi se u sjevernome dijelu mora i dobilo je naziv Long Forties po karakteristici da postojano zadržava istu dubinu od četrdeset hvati (73 m). Južno od Dogger banka do nizozemske obale smještena je još jedna podmorska nizina slikovitoga imena Broad fourteens pošto velika površina tog područja ima ujednačenu dubinu od 14 hvati (26 m). Ove i druge značajke morskoga dna činile su Sjeverno more u prošlosti posebno opasnim za plovidbu, što je danas uvelike riješeno uvođenjem satelitskih navigacijskih sustava. Ostala područja plitkoga mora jesu Cleaver Bank, Fisher Bank i Noordhinder Bank. Oko 320 kilometara istočno od grada Dundeeja u Škotskoj nalazi podvodni sustav rovova zvan Đavolja rupa. Ovaj niz asimetričnih rovova dugačak je od 20 do 30 km, širok 1 do 2 km, a dubina mu je do 230 metara.

### Hidrologija

#### Temperatura i slanost
Prosječna temperatura mora je 17 °C ljeti i 6 °C zimi i u stalnom je porastu od 1988. godine, što se pripisuje klimatskim promjenama. Temperature zraka u siječnju kreću se u prosjeku od 0 to 4 °C i u srpnju između 13 i 18 °C. U zimskim mjesecima česti su udari jakog vjetra i oluje.
Slanost (salinitet) je u prosjeku između 34 i 35 grama po litri vode. Salinitet se najviše mijenja tamo gdje postoji dotok slatke vode, primjerice u blizini ušća Rajne i Labe, na izlazu iz Baltičkoga mora i duž obala Norveške.

#### Kruženje vode i morske mijene
Tok morskih struja kružno se kreće u smjeru suprotnome od kazaljke na satu duž rubova Sjevernoga mora.
Sjeverno more je rukavac Atlantskoga oceana koji prima većinu oceanskih struja sa sjeverozapada, a manji dio tople struje dolazi iz La Manchea. Ove morske struje na posljetku otječu duž norveške obale. Površinske i duboke vodene struje mogu se kretati u različitim smjerovima. Površinske obalne vode niske slanosti kreću se od obale prema moru, a dublje, gušće vode visokog saliniteta kreću se prema obali.
Pošto je Sjeverno more smješteno na europskome epikontinentalnom pojasu, priroda valova je različita od onih u dubokoj oceanskoj vodi. Brzine valova su smanjene, a amplitude povećane. U Sjevernome moru postoje dva potpuna amfidromska sustava i treći nepotpuni.
Tzv. Kelvinov val je pojava u Atlantskome oceanu, pri čemu se formira poludnevni val koji putuje prema sjeveru, a dio energije ovog vala putuje kroz La Manche u Sjeverno more. Val nastavlja putovati prema sjeveru Atlantskim oceanom, a nakon što prođe sjeverni vrh Velike Britanije, skreće prema istoku i jugu i ponovno ulazi u Sjeverno more.

#### Plimne razlike
| Plime razlike (m) | Najveći plimni doseg (m) | Mjerno mjesto                   | Geografske i povijesne značajke                                       |
| ----------------- | ------------------------ | ------------------------------- | --------------------------------------------------------------------- |
| 0,79 – 1,82       | 2,39                     | Lerwick                         | Shetlandsko otočje                                                    |
| 2,01 – 3,76       | 4,69                     | Aberdeen                        | Ušće rijeke Dee u Škotskoj                                            |
| 2,38 – 4,61       | 5,65                     | North Shields                   | Estuarij rijeke Tyne                                                  |
| 2,31 – 6,04       | 8,20                     | Kingston upon Hull              | Sjeverna strana estuarija Humber                                      |
| 1,75 – 4,33       | 7,14                     | Grimsby                         | Južna strana estuarija Humber                                         |
| 1,98 – 6,84       | 6,90                     | Skegness                        | Obala Lincolnshira sjeverno od zaljeva Wash                           |
| 1,92 – 6,47       | 7,26                     | King's Lynn                     | Ušće rijeke Great Ouse u zaljev Wash                                  |
| 2,54 – 7,23       |                          | Hunstanton                      | Sjeverni rub Wash                                                     |
| 2,34 – 3,70       | 4,47                     | Harwich                         | Obala Istočne Anglije sjeverno od ušća Temze                          |
| 4,05 – 6,62       | 7,99                     | Londonski most                  | Unutarnji dio ušća Temze                                              |
| 2,38 – 6,85       | 6,92                     | Dunkerque                       | Pješčana obala istočno od Doverskih vrata                             |
| 2,02 – 5,53       | 5,59                     | Zeebrugge                       | Pješčana obala zapadno od ušća Rajne, Meuse i Scheldta                |
| 3,24 – 4,96       | 6,09                     | Antwerp                         | Unutarnji kraj najjužnijeg ruba ušća Rajne, Meuse i Scheldta          |
| 1,48 – 1,90       | 2,35                     | Rotterdam                       | Rub delte i sedimentno područje delte Rajne                           |
| 1,10 – 2,03       | 2,52                     | Katwijk                         | Rub Uitwateringskanaala Oude Rijna u more                             |
| 1,15 – 1,72       | 2,15                     | Den Helder                      | Northeastern end of Holland dune coast west of IJsselmeer             |
| 1,67 – 2,20       | 2,65                     | Harlingen                       | Istok IJsselmeera, dijela rijeke IJssel, istočnog pritoka Rajne       |
| 1,80 – 2,69       | 3,54                     | Borkum                          | Otok ispred ušća rijeke Ems                                           |
| 2,96 – 3,71       |                          | Emden                           | Zapadna strana ušća rijeke Ems                                        |
| 2,60 – 3,76       | 4,90                     | Wilhelmshaven                   | Jade Bight                                                            |
| 2,66 – 4,01       | 4,74                     | Bremerhaven                     | Vanjski rub ušća rijeke Weser                                         |
| 3,59 – 4,62       |                          | Bremen-Oslebshausen             | Bremer Industriehäfen, unutarnji rub ušća rijeke Weser                |
| 3,3 – 4,0         |                          | teglenica na Bremen Weser       | Umjetna granica plime rijeke Weser, 4 km uzvodno od gradskog središta |
| 2,6 – 4,0         |                          | Bremerhaven 1879.               | Prije radova na kanaliziranju rijeke Weser                            |
| 0 – 0,3           |                          | Bremen (gradsko središte) 1879. | Prije radova na kanaliziranju rijeke Weser                            |
| 1,45              |                          | Bremen (gradsko središte) 1900. | Große Weserbrücke, pet godina radova na kanaliziranju rijeke Weser    |
| 2,54 – 3,48       | 4,63                     | Cuxhaven                        | Vanjski rub ušća rijeke Labe                                          |
| 3,4 – 3,9         | 4,63                     | Hamburg St. Pauli               | Molovi St. Pauli, unutarnji rub ušća rijeke Labe                      |
| 1,39 – 2,03       | 2,74                     | Westerland                      | Otok Sylt ispred sjevernofrizijske obale                              |
| 2,8 – 3,4         |                          | Dagebüll                        | Obala Vadenskoga mora u Sjevernoj Friziji                             |
| 1,1 – 2,1         | 2,17                     | Esbjerg                         | Sjeverni rub Vadenskoga mora u Danskoj                                |
| 0,5 – 1,1         |                          | Hvide Sande                     | Danska pješčana obala, ulaz u lagunu Ringkøbing Fjorda                |
| 0,3 – 0,5         |                          | Thyborøn                        | Danska pješčana obala, ulaz u lagunu Nissum Bredning, dio Limfjorda.  |
| 0,2 – 0,4         |                          | Hirtshals                       | Skagerrak. Hanstholm i Skagen imaju iste vrijednosti.                 |
| 0,14 – 0,30       | 0,26                     | Tregde                          | Skagerrak, južni kraj Norveške                                        |
| 0,25 – 0,60       | 0,65                     | Stavanger                       | Sjeverno od amfiidromske točke                                        |
| 0,64 – 1,20       | 1,61                     | Bergen                          |                                                                       |

### Obale
Istočna i zapadna obala Sjevernoga mora su razvedene, oblikovalo ih je klizanje ledenjaka tijekom ledenih doba. Obale duž najjužnijeg dijela prekrivene su ostacima nataloženog ledenjačkog sedimenta. Norveške planine zaranjaju u more stvarajući duboke fjordove i otočja, no južno od Stavangera obala postaje manje strma, a otoka je sve manje. Istočna škotska obala je vrlo slična, iako manje oštro uranja u more od one norveške. Od sjeveroistoka Engleske litice postaju niže i čini ih manje otporna morena koja lakše erodira, tako da obale imaju zaobljenije konture. U Nizozemskoj, Belgiji i Istočnoj Angliji obala je niska i močvarna. Istočna obala i jugoistok Sjevernoga mora (Waddensko more) uglavnom su pješčani i ravni zbog obalnog nanosa materijala kojega nanose valovi u sudaru s obalom u oštrom kutu, osobito duž Belgije i Danske.

#### Upravljanje obalnim područjima
Južna obalna područja izvorno su bila poplavne ravnice i močvarna tla. U područjima posebno osjetljivim na olujne udare, ljudi su se naselili iza povišenih nasipa i na prirodnim uzvisinama.:302, 303 Već 500. godine pr. Kr. ljudi su nasipavali umjetne uzvisine više od prevladavajućih razina poplava i na njima gradili nastambe.:306, 308 Tek u kasnome srednjem vijeku (oko 1200. godine) stanovništvo počinje povezivati jednostruke prstenaste nasipe u složenije nasipe duž cijele obale, pretvarajući tako poplavna područja između kopna i mora u trajno čvrsto tlo.
Suvremeni oblik nasipa dopunjen preljevnim i bočnim kanalima za otjecanje počeo se pojavljivati u Nizozemskoj u 17. i 18. stoljeću. Poplave Sjevernoga mora iz 1953. i 1962. prisilile su stanovništvo na daljnje podizanje nasipa kao i skraćivanje obalne linije kako bi se što manja površina izložila djelovanju mora i oluja. Trenutačno je 27 % površine Nizozemske ispod razine mora zaštićeno nasipima, dinama i drugim barijerama.
Upravljanje obalnim područjem danas se odvija na nekoliko razina. Nagib nasipa smanjuje energiju nadolazećih valova, tako da sam nasip ne prima puni udar, a posebno su ojačani nasipi koji leže neposredno na moru. Nasipi su tijekom godina više puta podizani, ponekad i do 9 metara i oblikovani tako da imaju ravniju liniju dodira s morem kako bi se smanjila erozija valovima. Tamo gdje su dine dovoljne za zaštitu tla od djelovanja mora, često se zasađuju pješčarskom milavom (Ammophila arenaria) kako bi se spriječila erozija uzrokovana vjetrom, vodom i prolazom ljudi.

### Olujne plime
Olujni plimni valovi najviše prijete obalama Nizozemske, Belgije, Njemačke i Danske i nizinskim područjima Istočne Engleske, posebice oko The Washa i Fensa Olujni udari uzrokovani su promjenama barometarskog tlaka u kombinaciji s jakim vjetrom koji stvara visoke valove.
Prva zabilježena poplava s olujnim plimnim valom bila je Julianenflut 17. veljače 1164., nakon koje se na njemačkoj obali formirao zaljev Jadebusen. Zabilježeno je da je olujna plima 1228. godine ubila više od 100 000 ljudi. Godine 1362. Potop svetog Marcela, poznat i kao Grote Manndrenke, pogodio je cijelu južnu obalu Sjevernoga mora. Kronike toga vremena bilježe više od 100 000 mrtvih, a veliki dijelovi obale trajno su izgubljeni u moru, uključujući sada već legendarni izgubljeni grad Rungholt. U 20. stoljeću, poplava iz 1953. godine pogodila je obale nekoliko država i odnijela više od 2000 života. U poplavi Sjevernog mora 1962. godine umrlo je 315 građana Hamburga.:79, 86

### Tsunamiji
Iako rijetko, Sjeverno more bilo je mjestom niza povijesno dokumentiranih tsunamija. Kližišta Storegga bila su niz podvodnih klizišta gdje je komad norveškoga kopna kliznuo u Norveško more. Ogromna klizišta dogodila su se između 8150. pr. Kr. i 6000. pr. Kr. i uzrokovala su tsunamije visoke do 20 metara koji su prošli duž čitavoga Sjevernog mora i najviše pogodila Škotsku i Farske otoke Potres u Doverskim vratima iz 1580. među prvim je zabilježenim potresima u Sjevernomu moru s jačinom između 5,6 i 5,9 stupnjeva po Richterovoj ljestvici. Ovaj je događaj prouzročio golemu štetu u Calaisu i zbog podrhtavanja vjerojatno je uzrokovao tsunami, iako to nikada nije potvrđeno. Pretpostavlja se da je potres pokrenuo veliko podvodno klizište u La Mancheu, koje je posljedično izazvalo tsunami. Tsunami izazvan potresom u Lisabonu 1755. godine stigao je do Nizozemske,premda su valovi izgubili svoju razornu snagu. Najveći potres ikada zabilježen u Ujedinjenomu Kraljevstvu bio je potres u Dogger Banku iz 1931., koji je iznosio 6,1 po Richteru i uzrokovao mali tsunami koji je poplavio dijelove britanske obale.

## Geologija
Plitka mora poput današnjega Sjevernog mora već dugo postoje na europskom epikontinentalnom pojasu. Rascjep koji je formirao sjeverni dio Atlantskog oceana tijekom razdoblja jure i krede prije 150 milijuna godina uzrokovao je tektonsko podizanje Britanskoga otočja. Britansko otočje na zapadu i Fenoskandijski štit na istoku zatvorili su tako plitko more kojega danas nazivamo Sjevernim morem. Ovaj prethodnik sadašnjeg Sjevernog mora rastao je i smanjivao se s porastom i spuštanjem eustatičke razine mora tijekom geoloških razdoblja. Ponekad je bilo povezano s drugim plitkim morima, poput mora iznad Pariškog bazena na jugozapadu, mora Paratetis na jugoistoku ili oceana Tetis na jugu.
Tijekom kasne krede prije 85 milijuna godina cijela je današnja kopnena Europa osim Skandinavije bila ispod razine mora iz kojega je izlazilo mnoštvo raspršenih otoka. Tijekom ranog oligocena, od prije 34 do prije 28 milijuna godina, uzdizanje kopnene mase Zapadne i Srednje Europe gotovo je u potpunosti odvojila Sjeverno more od oceana Tetis, koji se postupno smanjivao, a nakon što su se uzdigle kopnene mase Južne Europe i Jugozapadne Azije ocean Tetis je postao Sredozemno more. Sjeverno more je uskim kopnenim mostom bilo odvojeno od Engleskoga kanala sve dok ga nisu probile najmanje dvije katastrofalne poplave između 450 000 i 180 000 godina prije današnjice. Od početka kvartarnog razdoblja pa do prije 2,6 milijuna godina, eustatička razina mora padala je tijekom svakog glacijalnog razdoblja, a zatim ponovno rasla. Svaki put kada bi ledeni pokrivač došao do svoje najviše točke razvoja, Sjeverno more bi gotovo u potpunosti osušilo, a suha kopnena masa bila je poznata kao Doggerland, za čije se sjeverne regije znalo da su bile glacijalizirane. Današnja obala nastala je smanjenjem ledenog pokrova nakon posljednjeg glacijalnog maksimuma kada je more počelo poplavljivati europski epikontinentalni pojas.

Godine 2006. pronađen je komad kosti tijekom bušenja nafte u Sjevernome moru. Analiza je pokazala da se radi o Plateosaurusu datiranom prije oko 200 milijuna godina, što je i najdublji ikada pronađeni fosil dinosaura i prvi takav nalaz u Norveškoj.
- Zemljovid koji prikazuje hipotetski opseg Doggerlanda (oko 8000. pr. Kr.), koji je činio kopneni most između Velike Britanije i kontinentalne Europe.
- Sjeverno more iz De Kooga na otoku Texel.
- Sjeverno more između 34 milijuna godina i 28 milijuna godina prije današnjice, prije nego se uzdigla kopnena masa Srednje Europe.

## Flora i fauna

### Ribe i školjkaši
Kopepodi i drugi zooplankton brojni su u Sjevernome moru. Ovi sićušni organizmi ključni su elementi prehrambenog lanca i glavni izvor hrane za mnoge vrste riba. U Sjevernome moru živi preko 230 vrsta riba. Bakalar, bakalarka, pišmolj, crna kolja, iverak, skuša, haringa, papalina i više vrsta jegulja vrlo su brojni i komercijalno se eksploatiraju. Zbog različitih dubina jaraka u Sjevernome moru i razlika u slanosti, temperaturi i kretanju vode, neke ribe poput bodljikave mramornice žive u prostorno vrlo ograničenim područjima.
Sjeverno more obiluje vrstama školjkaša i rakova poput škampa, dubokomorske kozice i sive kozice koji se komercijalno love, dok druge vrste kao jastozi, kamenice i dagnje nemaju veći komercijalni značaj. U zadnje vrijeme u Sjevernomu moru razmnožile su se neautohtone invazivne vrste, poput pacifičke kamenice i atlantske nožičarke.

### Ptice
Na obalama Sjevernog mora nalaze se prirodni rezervati Ušće Ythan, Park prirode Fowlsheugh i otoci Farne u Ujedinjenom Kraljevstvu, Nacionalni parkovi Vadenskoga mora u Danskoj, Njemačkoj i Nizozemskoj i mnogi drugi. Ova su mjesta stanište i mjesto razmnožavanja desecima vrsta ptica. Deseci milijuna ptica svake godine slijeću na obale Sjevernoga mora za razmnožavanje, hranjenje ili odmor tijekom migracija. Populacije troprstih galebova, tupika, bluna, burnjaka i drugih vrsta cjevonosnica, morskih pataka, gnjuraca, vranaca, galebova, njorki i čigri te mnogih drugih morskih ptica čine ove obale popularnim za promatranje ptica.

### Morski sisavci
Sjeverno more također je staništem brojnih morskih sisavaca. Obični tuljani, sivi tuljani i obalne pliskavice obitavaju na obali Sjevernoga mora, umjetnim građevinama uz obalu i na otocima. Otoci na samom sjeveru Sjevernog mora, poput Shetlandskih otoka, povremeno su staništem većeg broja perajara, primjerice brkate tuljane, grenlandske tuljane, tuljane mjehuraše i prstenaste tuljane, čak i morževe. Ostali morski sisavci Sjevernoga mora jesu različite vrste pliskavica, oceanskih dupina i kitova.

### Flora
Najrasprostranjenije biljne vrste u Sjevernome moru jesu razne vrste smeđih algi poput mjehurastog bračića i mjehuraste haluge. Svilina je nekad bila uobičajena u cijelom Vadenskome moru, no gotovo je nestala u 20. stoljeću zbog posljedica bolesti. Slično tome, morska trava je nekada prekrivala ogromne dijelove oceanskog dna, ali je koćarenje i jaružanje smanjilo je njezino stanište i spriječilo ponovo naseljavanje morskoga dna. Invazivna japanska morska trava proširila se duž obala mora prekrivši dno luka i uvala i postala velika smetnja morskom prometu.

### Bioraznolikost i zaštita okoliša
Zbog visoke razine industrijalizacije i velikog broja ljudi koji žive duž njegovih obala, biljni i životinjski svijet Sjevernoga mora znatno se smanjio kao posljedica zagađenja i prekomjernog izlova. Plamenci i pelikani nekoć su se nalazili duž južnih obala Sjevernog mora, ali su izumrli tijekom drugog tisućljeća. Morževi su često obitvali Orkneyjsko otočje do sredine 16. stoljeća. Sivi kitovi također su živjeli u Sjevernome moru, ali su istrijebljeni u 17. stoljeću kao i u cijelom Atlantskome oceanu. Ostale su vrste brojčano dramatično opale, iako su još uvijek prisutne. Sjevernoatlantski pravi kitovi, jesetre, raže, lososi i druge vrste bile su česte u Sjevernome moru sve do 20. stoljeća, kada su brojke opale zbog prekomjernog izlova.
Drugi su čimbenici također utjecali na brojčani pad mnogih populacija kao što su uvođenje neautohtonih vrsta, industrijsko i poljoprivredno onečišćenje, koćarenje i jaružanje, eutrofizacija izazvana ljudskim djelovanjem, vađenje pijeska i šljunka, izgradnja objekata na moru i gust brodski promet.
Komisija OSPAR upravlja konvencijom za suzbijanje štetnih učinaka ljudske aktivnosti na divlje životinje u Sjevernome moru, očuvanje ugroženih vrsta i zaštitu okoliša. Sve pogranične države na Sjevernom moru potpisnice su sporazuma MARPOL 73/78, koji čuva morski okoliš sprječavanjem onečišćenja s brodova. Njemačka, Danska i Nizozemska također imaju trilateralni sporazum o zaštiti Vadenskoga mora i slanih močvarnih područja koje se protežu duž obala tri zemlje na južnom rubu Sjevernoga mora.

## Gospodarstvo

### Politički status
Sve zemlje koje imaju izlaz na Sjeverno more polažu pravo na 12 nautičkih milja (22 km) teritorijalnih voda unutar kojih imaju isključiva prava ribolova i drugih ekonomskih aktivnosti. Zajednička politika ribarstva Europske unije (EU) postoji kako bi koordinirala ribolovna prava i pomogla u sporovima između svih država članica EU-a, te Norveške kao granične države s EU-om.
Nakon otkrića rudnih bogatstava u Sjevernom moru tijekom ranih 1960-ih, Konvencija o epikontinentalnom pojasu uspostavila je prava zemlja na eksploataciju podijeljena uglavnom duž središnje linije jednake udaljenosti od obala. Srednja linija je definirana kao linija „čija je svaka točka jednako udaljena od najbližih točaka polaznih crta od kojih se mjeri širina teritorijalnog mora svake države”. Granica na dnu oceana između Njemačke, Nizozemske i Danske ponovno je određena tek 1969. nakon dugotrajnih pregovora i presude Međunarodnog suda pravde.

### Nafta i plin
Nafta je otkrivena u kopnenim područjima oko Sjevernog mora Još 1859., a prirodni plin već 1910. Resursi na kopnu, primjerice polje K12-B u Nizozemskoj i danas se eksploatiraju.
Probno bušenje na moru počelo je 1966., a zatim je 1969. Phillips Petroleum Company otkrila naftno polje Ekofisk koje se ističe vrijednom naftom s niskim sadržajem sumpora. Komercijalna eksploatacija započela je 1971. kada je nafta prebacivana tankerima, a nakon 1975. naftovodom, najprije u grad Teesside u Engleskoj, a zatim u Emden u Njemačkoj od 1977.
Eksploatacija rezervi nafte u Sjevernome moru započela je neposredno prije naftne krize 1973. godine, a uspon svjetskih cijena nafte učinio je puno privlačnijim velike investicije potrebne za njezino vađenje. Otkriće naftnih rezervi Ujedinjenoga Kraljevstva 1973. omogućio je zaustavljanje opadanja važnosti u međunarodnoj trgovini 1974. i veliki ekonomski rast nakon otkrića i eksploatacije ogromnog naftnog polja Brae od strane Phillips grupe 1977.
Premda su troškovi proizvodnje relativno visoki, kvaliteta nafte, politička stabilnost regije i blizina važnih tržišta u zapadnoj Europi učinili su Sjeverno more važnom regijom za proizvodnju nafte. Najveća pojedinačna humanitarna katastrofa u naftnoj industriji Sjevernoga mora bilo je uništenje priobalne naftne platforme Piper Alpha 1988. godine u kojoj je živote izgubilo 167 ljudi.
Osim naftnog polja Ekofisk, značajno je i naftno polje Statfjord ujedno i početak prvog naftovoda koji je premostio Norveški jarak. Najveće polje zemnog plina u Sjevernome moru plinsko polje Troll nalazi se u norveškome jarku na dubini od preko 300 metara, što je zahtijevalo izgradnju goleme platforme Troll A za njegovu eksploataciju.
Cijena Brent Crudea, jedne od prvih vrsta nafte izvađene iz Sjevernog mora, danas se koristi kao standardna referentna cijena za sirovu naftu iz ostatka svijeta. Sjeverno more sadrži najveće rezerve nafte i prirodnog plina u zapadnoj Europi i jedno je od ključnih svjetskih proizvodnih područja izvan OPEC-a.
U britanskome dijelu Sjevernoga mora naftna industrija je uložila 14,4 milijardi £ u 2013. u eksploataciju nafte, a u 2014. 13 milijardi £. Industrijsko tijelo Oil & Gas UK pripisalo je pad rastućim troškovima, manjoj proizvodnji, visokim poreznim stopama i smanjenom obimu istraživanja.
U siječnju 2018. regija Sjevernog mora sadržavala je 184 offshore platforme, što ju je činilo regijom s najvećim brojem offshore platformi u svijetu u to vrijeme.

### Ribolov
Sjeverno more glavno je europsko ribolovno područje koje čini preko 5 % međunarodnog komercijalnog ulova ribe. Ribolov u Sjevernom moru koncentriran je u južnom dijelu obalnih voda. Glavni način ribolova je koćarenje. Godine 1995. ukupna količina ribe i školjkaša ulovljenih u Sjevernome moru iznosila je približno 3,5 milijuna tona. Osim ribe za prodaju, procjenjuje se da se svake godine ulovi i odbaci milijun tona usputnog ulova koji se ne može prodati.
Posljednjih je desetljeća prekomjerni izlov ostavio mnoga ribarstva neproduktivnima, remeteći morsku dinamiku hranidbenog lanca i dovodeći u pitanje radna mjesta u ribarskoj industriji. Ribolov haringe, bakalara i iverka mogao bi se uskoro suočiti s istom nevoljom kao i ribolov skuše, koji je prestao 1970-ih zbog pretjeranog izlova. Cilj zajedničke ribarstvene politike Europske unije jest smanjiti utjecaj na okoliš povezan s korištenjem resursa smanjenjem odbačene ribe, povećanjem produktivnosti ribarstva, stabilizacijom tržišta ribarstva i prerade ribe te opskrbom ribom po razumnim cijenama za potrošače.

### Kitolov
Kitolov je bio važna gospodarska aktivnost za flamanske kitolovce od 9. do 13. stoljeća. Srednjovjekovni flamanski, baskijski i norveški kitolovci koje su u 16. stoljeću zamijenili Nizozemci, Englezi, Danci i Nijemci, uhvatili su ogroman broj kitova i dupina i gotovo iscrpili stanište. Ta je aktivnost vjerojatno dovela do izumiranja atlantske populacije nekoć uobičajenog sivog kita. Do 1902. kitolov je spontano zamro. Nakon što je bio odsutan 300 godina, jedan se sivi kit vratio, vjerojatno je bio prvi od mnogih drugih koji je pronašao svoj put kroz Sjeverozapadni prolaz sada bez leda.

### Rudna bogatstva
Uz naftu, plin i ribu, države uz Sjeverno more godišnje eksploatiraju s morskog dna i milijune kubičnih metara pijeska i šljunka. Oni se koriste za nasipavanje plaža, melioraciju zemljišta i gradnju. Grumeni jantara mogu se naći na obalama Sjevernoga mora.

### Obnovljivi izvori energije
Zbog jakih vjetrova koji ravnomjerno pušu i plitke vode, zemlje na Sjevernom moru još od 1990-ih koriste energiju vjetra za proizvodnju električne energije, posebice Njemačka i Danska. Sjeverno more mjestom je jedne od prvih velikih vjetroelektrana na moru u svijetu, Horns Rev 1, dovršene 2002. godine. Od tada su u Sjevernom moru (i drugdje) puštene u rad mnoge druge vjetroelektrane. Prema podacima iz 2013., London Array je najveća offshore vjetroelektrana na svijetu sa 630 megavata (MW), priobalna vjetroelektrana Greater Gabbard druga je po veličini s 504 MW, a treća je vjetroelektrana MW Walney s 367 MW. Svi su te vjetroelektrane uz obalu Ujedinjenoga Kraljevstva. U gradnji su i mnogo veće vjetroelektrana, poput Dogger Bank na 4800 MW, Norfolk Bank (7200 MW) i Irish sea (4200 MW). Krajem lipnja 2013. ukupni europski kombinirani kapacitet pučinske energije vjetra bio je 6040 MW. Ujedinjeno Kraljevstvo je u prvom polugodištu 2013. instaliralo 513,5 MW pučinske vjetroelektrane.
Širenje offshore vjetroelektrana naišlo je na određeni otpor. Pojavila se zabrinutost oko mogućnosti sudara brodova i učinke okoliša na ekološke sustave mora i divljih životinja poput riba i ptica selica, međutim, te su zabrinutosti pokazale zanemarivim, kako u dugoročnoj studiji u Danskoj objavljenoj 2006., tako i u studiji britanske vlade iz 2009. Također postoji zabrinutost oko pouzdanosti, rastućih troškova izgradnje i održavanja offshore vjetroelektrana. Unatoč tome, razvoj vjetroelektrana u Sjevernome moru se nastavlja s planovima izgradnje dodatnih vjetroelektrana na obalama Njemačke, Nizozemske i Ujedinjenog Kraljevstva. Bilo je i prijedloga za transnacionalnu električnu mrežu u Sjevernome moru za povezivanje novih vjetroelektrana na moru.
Proizvodnja energije iz energije plime i oseke još je uvijek u predkomercijalnoj fazi. Europski pomorski energetski institut (EMEC) instalirao je sustav za ispitivanje valova u Billia Croo na otočju Orkney i stanicu za ispitivanje snage plime i oseke na obližnjem otoku Eday. Od 2003. prototip pretvarača energije Wave Dragon radi u fjordu Nissum Bredning u sjevernoj Danskoj.

### Turizam
Plaže i obalne vode Sjevernoga mora poznata su turistička odredišta za lokalno stanovništvo. Engleska, belgijska, nizozemska, njemačka i danska obala turistički su razvijena područja. Obala Sjevernog mora Ujedinjenog Kraljevstva ima turistička odredišta s odmaralištima na plaži i golf terenima, a obalni grad St. Andrews u Škotskoj poznat je kao „Dom golfa”.
Staza Sjevernog mora duga je staza koja povezuje sedam zemalja oko Sjevernog mora. Jedrenje i jedrenje na dasci popularni su sportovi zbog jakih vjetrova. Među ostalim aktivnostima su planinarenje po blatnjavoj ravnici, rekreacijski ribolov i promatranje ptica.
Tvrdi se da su klimatski uvjeti na obali Sjevernoga mora zdravi. Već u 19. stoljeću putnici su posjećivali obalu Sjevernoga mora radi pozitivnog utjecaja na zdravlje. Morski zrak, temperatura, vjetar, voda i sunce su blagotvorni uvjeti za koje se smatra da poboljšavaju cirkulaciju, jačaju imunološki sustav te ljekovito djeluju na kožu i dišni sustav.
Vadensko more u Danskoj, Njemačkoj i Nizozemskoj dio je svjetske baštine UNESCO-a.

### Pomorski promet
Sjeverno more važno je za pomorski promet i njegovi su plovni putovi među najprometnijima na svijetu. Glavne luke nalaze se duž njegovih obala: Rotterdam, najprometnija luka u Europi i četvrta najprometnija luka u svijetu po tonaži (podaci iz 2013.), Antwerpen (16. svjetska luka) i Hamburg (27. svjetska luka), Bremen/Bremerhaven i Felixstowe, obje u prvih 30 najprometnijih kontejnerskih luka, kao i luka Bruges-Zeebrugge, vodeća ro-ro luka u Europi.
Pomorskim rutama Sjevernoga mora plove i mnogi ribarski brodovi, servisni brodovi za offshore industriju, plovila za sport i razonodu te trgovački brodovi koji plove prema Baltičkome moru. Samo kroz Doverski tjesnac prođe više od 400 komercijalnih brodova dnevno. Zbog ove gustoće prometa, plovidba Sjevernim morem može biti mjestimice teška, pa su luke uspostavile razrađene službe za promet plovila za nadzor i usmjeravanje brodova u i iz luka.
Obale Sjevernoga mora mjestom su brojnih kanala i sustava kanala koji olakšavaju promet u i između rijeka, mnanjih luka i mora. Kanal Kiel, koji povezuje Sjeverno more s Baltičkim morem, najkorišteniji je umjetni morski put na svijetu kojiim prolazi prosječno 89 brodova dnevno, bez da se ubrajaju sportski čamci i druga mala plovila. Kanal u prosjeku skraćuje put za 250 nautičkih milja (460 km), umjesto plovidbe oko poluotoka Jutland. Sjevernomorski kanal povezuje Amsterdam sa Sjevernim morem

## Opći podaci
- North Sea Facts. Royal Belgian Institute of Natural Sciences. Management Unit of North Sea Mathematical Models. Inačica izvorne stranice arhivirana 2. lipnja 2008. Pristupljeno 15. veljače 2009.

## Vanjske poveznice
- nordsee.org